# Nebáncsvirágfélék
A nebáncsvirágfélék (Balsaminaceae) a hangavirágúak (Ericales) rendjének egy családja.
Magyarországon a család egyetlen az őshonos erdei nebáncsvirág nemzetsége fordul elő vadon, a nebáncsvirág (Impatiens) néhány fajjal, melyek nagy része kivadult kerti növény.

## Magyarországon előforduló fajok

### Őshonos faj
- Erdei nebáncsvirág (Impatiens noli-tangere)

### Kivadult jövevény fajok
- Bíbor nebáncsvirág (Impatiens glandulifera)
- Kisvirágú nebáncsvirág (Impatiens parviflora)
- Matild-nebáncsvirág (Impatiens balfourii)

### Kerti dísznövény fajok
- Törpe nebáncsvirág (Impatiens walleriana)
- Kerti nebáncsvirág (Impatiens balsamina)

## Rendszerezés
Cronquist és a legtöbb hagyományos rendszertan a Geraniales, míg Dahlgren a Balsaminales rendbe sorolta. Az APG-rendszer az Ericales klád egyik legkorábban differenciálódott kládjának tartja a családot.